# 36235 Сержбодо
36235 Сержбодо (36235 Sergebaudo) — астероїд головного поясу, відкритий 1 листопада 1999 року.
Тіссеранів параметр щодо Юпітера — 3,334.
Названо на честь французбкого диригента Сержа Бодо (фр. Serge Baudo нар. 1927).